# Pilea silvicola
Pilea silvicola är en nässelväxtart som beskrevs av Fawcett och Rendle. Pilea silvicola ingår i släktet pileor, och familjen nässelväxter. Inga underarter finns listade i Catalogue of Life.